# Hannes Ebner
Hannes Ebner (* 18. Oktober 1958) ist ein österreichischer Politiker (SPÖ). Er war von 2005 bis 2013 Abgeordneter zum Salzburger Landtag.

## Leben
Ebner wuchs in Hintersee auf und besuchte die Volks- und Hauptschule. Er erlernte in der Folge den Beruf des Starkstrommonteur bei den Stadtwerken Salzburg und absolvierte im Anschluss den Präsenzdienst beim Österreichischen Bundesheer. Seit 1979 ist Ebner als Werksmeister bei der Salzburg AG beschäftigt. Ebner ist zuständig für die Grundwasserwerke in Grödig und die Steuerungsanlagen der Wasserwerke. 
Ebner ist seit 1989 politisch aktiv und war von 2004 bis Oktober 2008 Vizebürgermeister von Koppl. Er ist SPÖ-Ortsvorsitzender, Mitglied der Gemeindevorstehung und Mitglied in der Bezirksvorstehung sowie im Bezirksausschuss der SPÖ Flachgau. Ebner vertrat die SPÖ im Salzburger Landtag, war bis 2009 Bereichssprecher für Volkskultur und Technologie und übernahm nach der Landtagswahl 2009 die Agenden Volkskultur, Gewerbe und Infrastruktur, wobei er bei der Wahl 2009 auf dem 3. Platz der Wahlliste Flachgau.
Ebner ist seit 1983 verheiratet und Vater zweier Söhne. 